# Ewan Barr
Ewan Barr est un astronome américain.
Le Centre des planètes mineures le crédite de la découverte de cinq astéroïdes, toutes effectuées en 1983 durant sa permanence à l'observatoire Lowell à Flagstaff en Arizona.
| (3445) Pinson       | 16 mars 1983 |
| (3743) Pauljaniczek | 10 mars 1983 |
| (4436) Ortizmoreno  | 9 mars 1983  |
| (6286) 1983 EU      | 10 mars 1983 |
| (9294) 1983 EV      | 10 mars 1983 |